# Nigel Milsom
Nigel Milsom (* 1975 in Albury) ist ein australischer Maler.

## Leben und Werk
Nigel Milsom schloss 1998 sein Studium der Bildenden Kunst an der University of Newcastle als Bachelor of Arts ab und absolvierte anschließend ein Aufbaustudium am College of Fine Arts der University of New South Wales, das er 1999 als Bachelor of Fine Arts (Examen mit Auszeichnung) und 2002 als Master of Fine Arts (Forschung) abschloss. Nigel Milsoms Gemälde erscheinen oft wie Experimente mit verschiedenen Glanz- und Mattfarben. Bei näherer Betrachtung wird der monochromatische Effekt jedoch meist von Farbspritzern unterbrochen, die zur Betonung der Illusion von Licht eingesetzt werden.
Milsom zeigte seine Arbeiten unter anderem in Gruppenausstellungen in der Art Gallery of New South Wales (Sydney 2010), in der Penrith Regional Gallery & The Lewers Bequest (Sydney), Australian Centre for Contemporary Art (Melbourne 2016),  The University Of Queensland Art Museum (Queensland 2017) und im Campbelltown Arts Centre (Sydney). Einzelausstellungen in Sydney fanden in der Yuill/Crowley Gallery, der Imperial Slacks Gallery, der Francis Baker-Smith Gallery und der Firstdraft Gallery statt. Seine Arbeiten befinden sich in öffentlichen und privaten Sammlungen Australiens und anderen Ländern, darunter in den Sammlungen des Museum of Contemporary Art Sydney und der Art Gallery of New South Wales.
2008 gewann Milsom mit seinem Triptychon The Rubber-Room (the incident) den Fisher’s Ghost Art Award für Malerei des Campbelltown Arts Centre. Er war viermal Finalist beim Archibald Prize, den er 2015 mit einem Porträt des Autors und Theater- und Filmproduzenten Charles Waterstreet gewann. 2012 gewann er den Sir John Sulman Prize der Art Gallery of New South Wales in Sydney. Zudem war er dreimal Finalist beim Doug Moran National Portrait Prize, den er 2013 mit seinem Porträt Uncle Paddy gewinnen konnte.
2014 wurde Milsom für einen bewaffneten Raubüberfall unter Drogen- und Alkoholeinfluss auf ein 7-Eleven-Geschäft in Glebe (Sydney) im April 2012 zu einer Haftstrafe von sechseinhalb Jahren verurteilt. Das Urteil wurde in der Berufung auf zwei Jahre und vier Monate Haft reduziert. Milsom wurde im April 2015 auf Bewährung aus dem Cessnock Correctional Centre entlassen.